# Río Mundo
Der Río Mundo (dt. Weltfluss) ist ein Fluss in Südostspanien. Er entspringt unterhalb des Hochplateaus Calar del Mundo südlich der Ortschaft Riópar in der Provinz Albacete. Von dort fließt er Richtung Osten weitgehend parallel zum südlich gelegenen Río Segura, in den er dann schließlich nach 150 km auch mündet.
Der Río Mundo besitzt zwei Stauseen, den Talave-Stausee im Mittellauf mit einer Kapazität von 34 Kubikhektometern und den Camarillas-Stausee im Unterlauf mit Kapazität von 36,5 Kubikhektometern. Der Talave-Stausee erhält zudem Wasser vom Tajo, das von dessen Stauseen über ein 250 km langes Aquädukt herangeführt wird. Bei der Befüllung des Camarillas-Stausee 1961 kam es zu wiederholten Erdstößen die bis zum März 1962 andauerten.
Der Río Mundo besitzt keine nennenswerten rechten Zuflüsse, da er aus den Bergen zu seiner rechten nur Zulauf von Trockenflüssen (Ramblas) erhält. Der größte von ihnen ist der Rambla de Dilar. Zu seinen linken Nebenflüssen gehören der Río de la Vega, der Río de los Vadillos, der Río de Bogarra und der Arroyo de Tobarra, die allesamt in der Sierra de Alcaraz entspringen. Sie alle erreichen den Río Mundo in seinem Oberlauf bis auf den Arroyo de Tobarra, der am oberen Ende des Camarillas-Stausee in ihn mündet.
Bekannt ist der Río Mundo vor allem für seine Quelle, die als eine der spektakulärsten Spaniens, wenn nicht gar der Welt, gilt. Er entspringt einer 25 m hohen und 15 m breiten Grotte in der Mitte einer fast 300 m hohen Steilwand und stürzt dann einen fast 100 m hohen Wasserfall hinab. Die Grotte bildet das Ende eines circa 30 km topographisch erfassten Höhlenlabyrinths, dessen Gesamtlänge auf circa 60 km geschätzt wird. Anschließend bildet er auf seinen ersten Kilometern eine Reihe weiterer pittoresker Wasserfälle und Seen.